# Шутов Євген Юхимович
Євге́н Юхи́мович Шу́тов (рос. Евге́ний Ефи́мович Шу́тов; 11 березня 1926, село Полом, Кіровська область, Російська РФСР — 28 листопада 1995) — російський актор. Народний артист Росії (1980).
Закінчив Оперно-драматичну студію ім. Станіславського (1948). З 196З р. — у Театрі-студії кіноактора.

## Фільмографія
Знімався у фільмах:
- 1955 — «Солдат Іван Бровкін»,
- «Комуніст» (1957)
- 1958 — «Шляхами війни»
- «Любушка» (1961)
- «Ад'ютант його високоповажності»
- «Тіні зникають опівдні»
- «Узбіччя» (1978)
- «Місце зустрічі змінити не можна» (1979, Панков)
- «Водій автобуса» (1983)
- «Найкраща дорога нашого життя» (1984, Федір Олексійович Кузнецов)
- 1985 — Чоловічі тривоги